# 長部稀
長部 稀（おさべ まれ、1999年6月26日 - ）は、テレビ東京のアナウンサー。

## 来歴・人物
東京都出身。東京都立西高等学校、慶應義塾大学経済学部を卒業し、高校と大学ではアメフト部に所属していた。同大学を卒業後の2023年テレビ東京に入社。

## 出演

### テレビ
- TXNニュース（不定期）
- おはスタ（月曜日担当、2024年4月1日 - ）
- ワールドビジネスサテライト（水曜日・木曜日フィールドキャスター、2024年4月3日 - ）
- なないろ日和（月・火曜日担当）